# Parmotrema anchietanum
Parmotrema anchietanum är en lavart som beskrevs av Marcelli, Benatti & Elix. Parmotrema anchietanum ingår i släktet Parmotrema och familjen Parmeliaceae.   Inga underarter finns listade i Catalogue of Life.